# San Alfonso del Mar
San Alfonso del Mar — приватний курорт в Альгарробо (Чилі) за 100 км на захід від Сантьяго. Курорт відомий найдовшим на Землі плавальним басейном.
Басейн завдовжки 1013 м займає площу 8 га, заповнений 250 млн л морської води. Басейн має глибину близько 3 м, у нього закачується вода Тихого океану, проходячи очищення.

## Історія басейну
Ідея створення басейну належить Фернандо Фішманну; його компанія Crystal Lagoons побудувала і відкрила басейн у грудні 2006. За ранніми оцінками, вважалося, що будівництво однієї тільки фільтрувальної системи обійдеться Фішманну в 3,5 млн доларів. Пізніше сума вже всього басейну оцінювалася між 1,5 і 2 мільярдами доларів, а сума щорічної підтримки на утримання об'єкта — більше 4 мільйонів.

## Ілюстрації

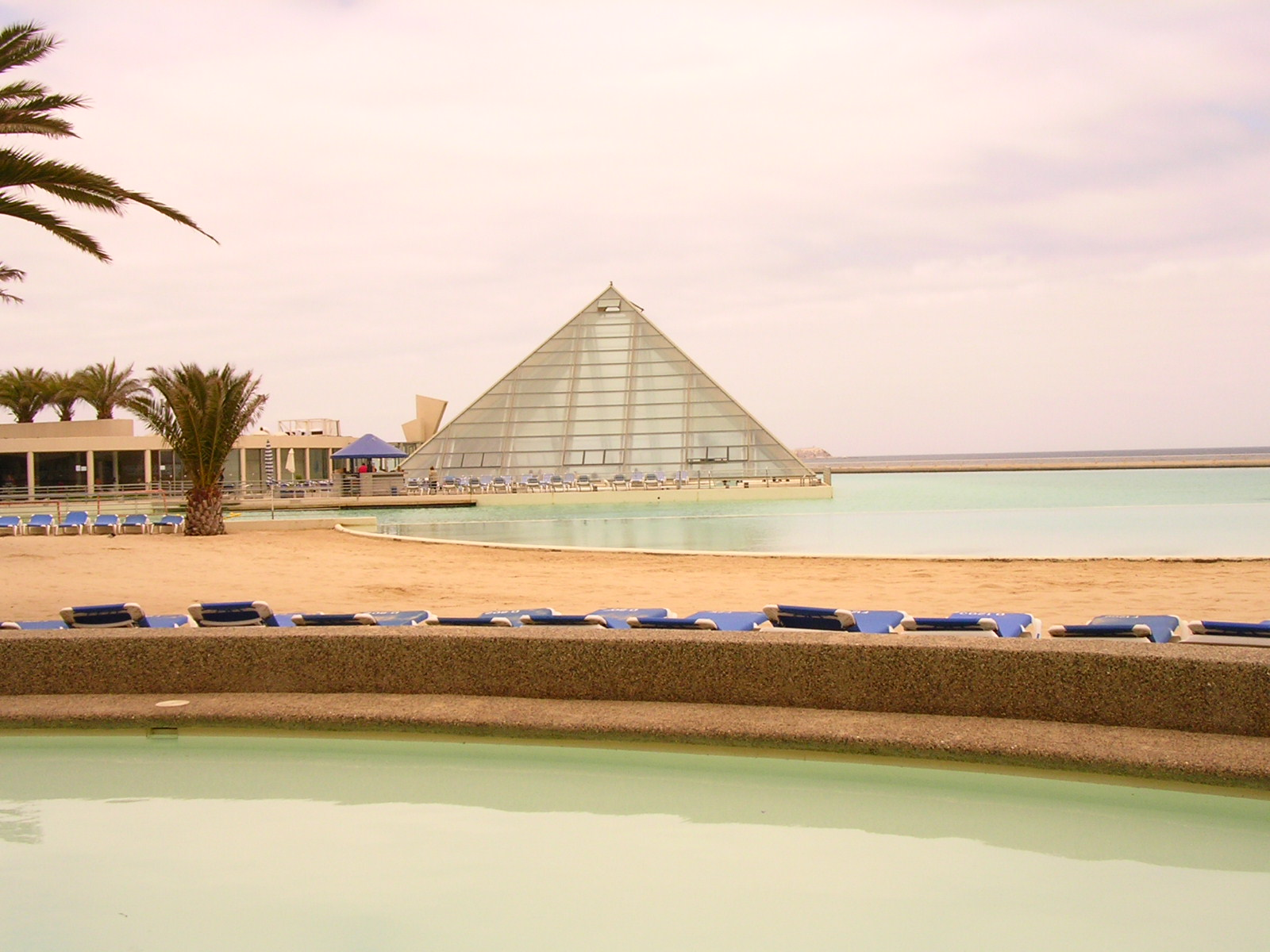
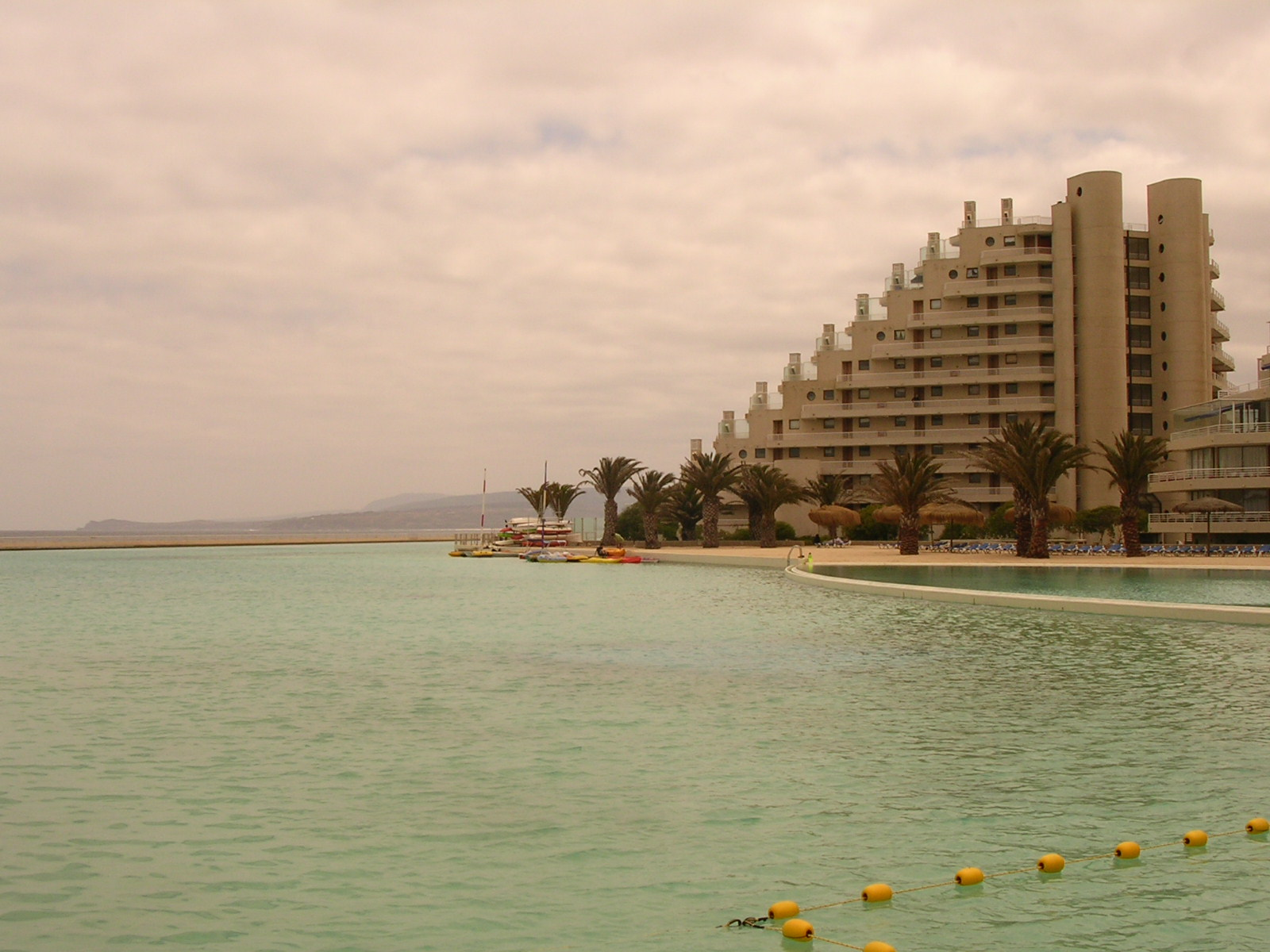
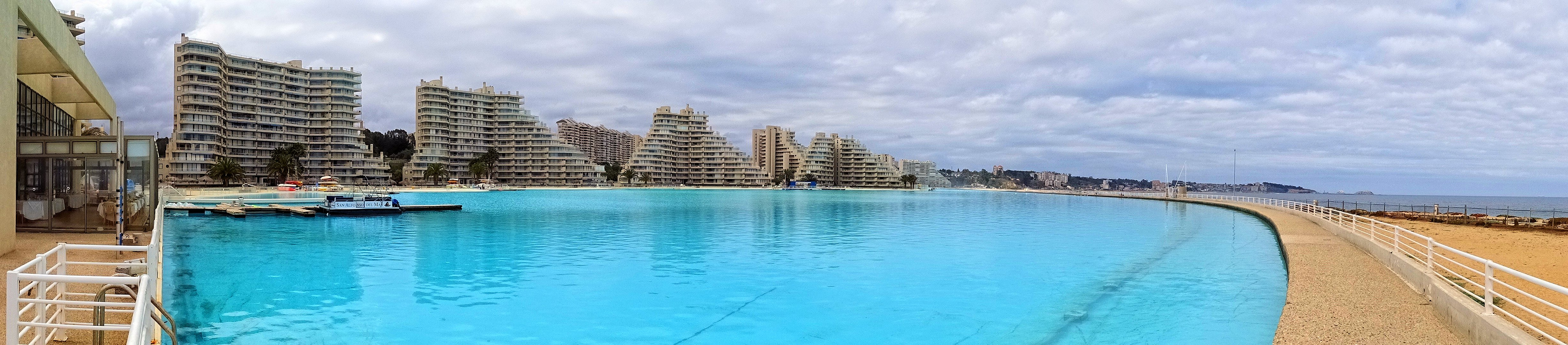
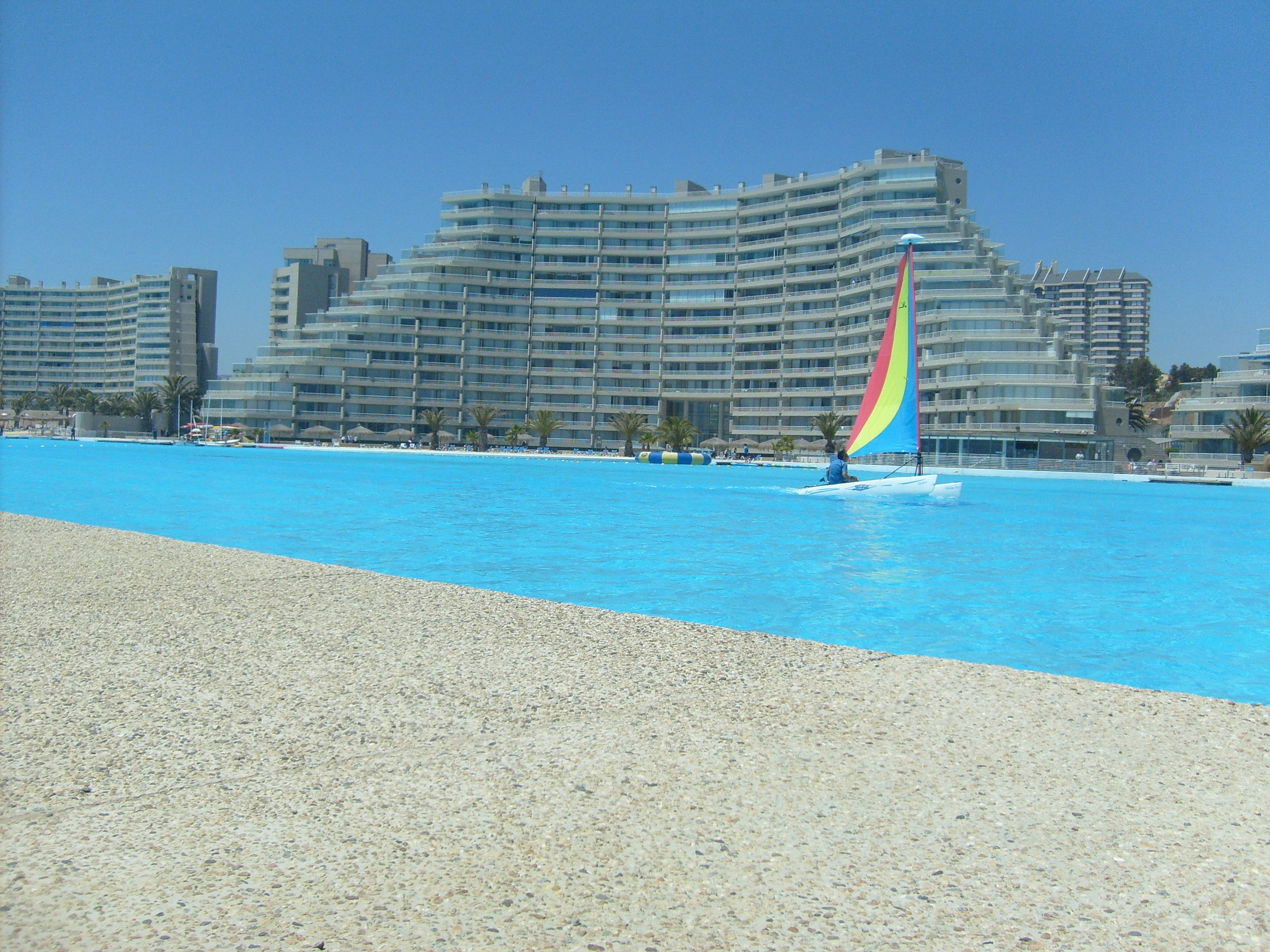
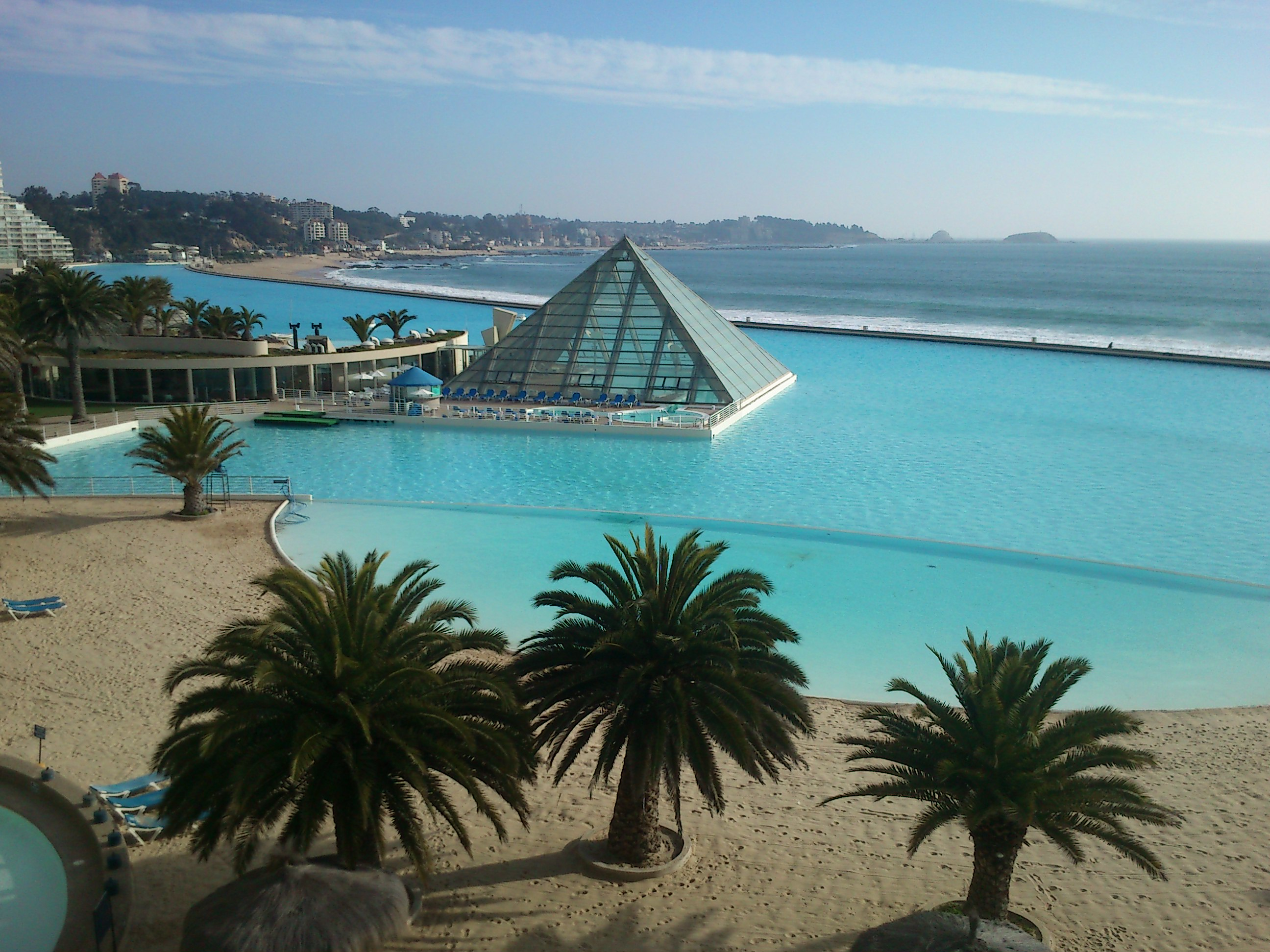